# Баклан командорський
Баклан командорський, Стеллерів баклан або баклан Палласа (Phalacrocorax perspicillatus) — вимерлий вид бакланів (рід Phalacrocorax), що населяв острів Берінга та, можливо, Командорські острови.
Вид був виявлений у 1741 році експедицією Вітуса Берінга та детально описаний натуралістом Георгом Стеллером. У той час баклани були численними та зустрічалися великими зграями. Однак в результаті неконтрольованого полювання та сбору яєць вже через 100 років вид був знищений. Останнього птаха вбито в 1852 році.